# George Perlegos
George Perlegos est un ingénieur et entrepreneur américain d'origine grecque, né le 30 avril 1950 à Tripoli (Grèce).   
Après avoir participé au développement de la première cellule mémoire Flash chez Intel, il crée en 1984 la société Atmel à San José, dans la Silicon Valley. Cette société se spécialisera dans le développement de mémoires Flash série et parallèle.

## Enfance et éducation
George Perlegos est né en 1950 de parents grecs, Eleni et Pete Perlegos. George, ses parents et ses deux frères sont partis aux États-Unis en 1962. Il a par la suite étudié à l'Université de San José et y a décroché un bachelor de science en ingénierie électrique (BSEE) en 1972. Il a par la suite complété son parcours avec un Master of Science en ingénierie électrique à l'Université Stanford, en 1975.

## Carrière
En 1972, Perlegos commence un travail chez American Microsystems (AMI). Il doit y développer une calculatrice monopuce à base de composants MOS. Il est au même moment enrôlé à l'Université de Stanford, pour en apprendre davantage sur les composants MOS et les circuits électroniques. Il est resté chez AMI jusqu'en 1974.
Par la suite, Perlegos s'engage chez Intel, où il participera au développement des EPROM à canal N, qui succèdent aux EPROM à canal P.
C'est en 1984 que George Perlegos créera sa propre compagnie, Atmel (pour "Avanced Technologies for MEmory and Logic"), sur la base des économies familiales. La valeur nette d'Atmel a, à l'époque, dépassé les 2 millions de dollars, en employant jusqu'à 10 000 personnes.

## Honneurs et récompenses
- En 1988, Perlegos est nommé par Electronic Engineering Times dans les "30 qui ont fait une différence" ("30 Who Made a Difference")[6].
- En 2003, il est nommé aux "Electronics Industry's Movers & Shakers of 2003" de Reed Electronics Group[7].
- En 2017, il est récompensé au Flash Memory Summit, pour "le design des puces et les processus de fabrication inventés utilisés pour l'EPROM, l'EEPROM et la mémoire Flash"[8].